# Inmazes
Inmazes è il primo album in studio del gruppo musicale danese Vola, pubblicato il 2 febbraio 2015.

## Descrizione
Autoprodotto dal gruppo, l'album si compone di dieci brani e presenta una fusione di sonorità tipiche del progressive metal con quelle appartenenti alla musica elettronica, con poliritmie e riff complessi nelle strofe e una maggiore melodia nei ritornelli.
Il 16 settembre 2016 l'album è stato ripubblicato in edizione CD e doppio LP dalla Mascot Label Group. Grazie a ciò il gruppo ha potuto intraprendere una tournée europea in qualità di artista di supporto al gruppo svedese Katatonia tra settembre e novembre dello stesso anno, durante la quale Ewert, a causa di problemi personali, è stato sostituito dal batterista norvegese Simen Sandnes degli Arkentype.

## Tracce
Testi e musiche di Vola.
1. The Same War – 5:10
2. Stray the Skies – 4:13
3. Starburn – 6:05
4. Owls – 5:51
5. Your Mind Is a Helpless Dreamer – 5:21
6. Emily – 3:01
7. Gutter Moon – 3:55
8. A Stare Without Eyes – 4:58
9. Feed the Creatures – 5:37
10. Inmazes – 7:29

Tracce bonus nell'edizione LP
1. Gutter Moon (October Session) – 3:06
2. Stray the Skies (October Session) – 4:06

## Formazione
Gruppo
- Asger Mygind – voce, chitarra
- Nicolai Mogensen – basso
- Martin Werner – tastiera
- Felix Ewert – batteria

Produzione
- Asger Mygind – produzione, ingegneria del suono, missaggio
- Jens Bogren – mastering